# Adelopomorpha glabra
Adelopomorpha glabra is een keversoort uit de familie loopkevers (Carabidae). De wetenschappelijke naam van de soort is voor het eerst geldig gepubliceerd in 1916 door Heller.